# Iskanwaya

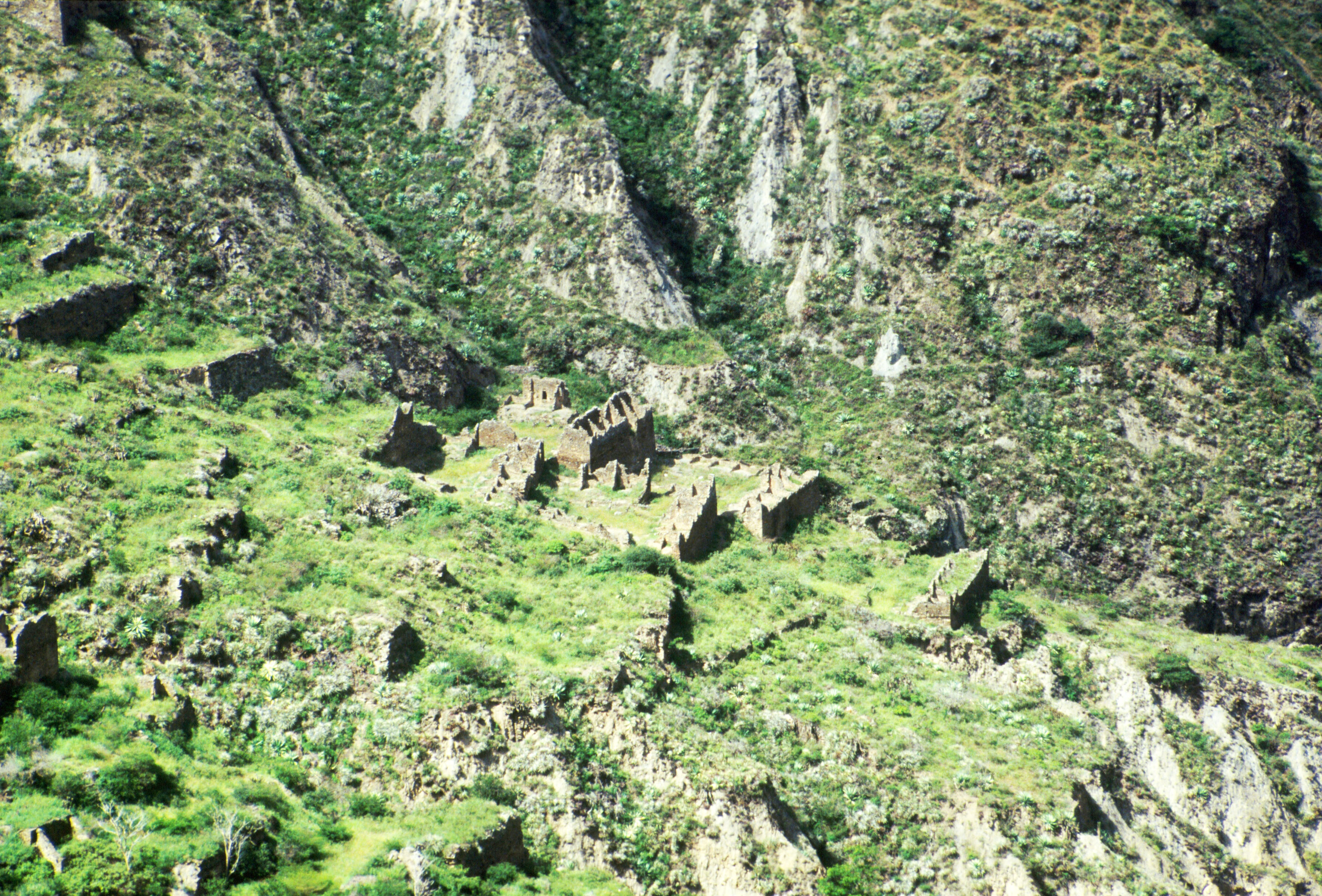
Blick auf die Ruinen von Iskanwaya

Iskanwaya ist eine vor-kolumbianische Ruinenstätte, die auf einem Felsabsatz oberhalb des Río Llica in Bolivien, 325 km nördlich von La Paz liegt. Ausdehnung und Alter der Ruinenstätte übertreffen das berühmte Machu Picchu in Peru, jedoch sind die Siedlungsreste weit weniger gut erhalten als dort.

## Lage
Die Ruinen von Iskanwaya liegen am Westrand der bolivianischen Cordillera Real, 250 m oberhalb des Río Llica in einer Höhe von 1672 m. Iskanwaya liegt nahe bei Aucapata, einer kleinen Ortschaft in der Provinz Muñecas.

## Mollo-Kultur
Die Iskanwaya-Ruinen gehen zurück auf die Mollo-Kultur (1145–1425), die der Inka-Herrschaft vorausging. Der Bau von Iskanwaya geht möglicherweise bis in die Zeit des 9. Jahrhunderts zurück.

## Anlage
Die Siedlung von Iskanwaya war auf zwei Absätzen von insgesamt 60 Hektar angelegt und wurde mit Frischwasser versorgt.
Die Grundrisse von über einhundert Gebäuden mit durchschnittlich je dreizehn Räumen sind noch erhalten. Die Straßen der Iskanwaya-Siedlung verliefen in Ost-West-Richtung, ihre Gebäude waren rechteckig um Innenhöfe angelegt, gebaut aus durch Lehmmörtel verbundenen Schieferblöcken. Die terrassenförmig angelegten landwirtschaftlichen Anbauflächen verfügten über ein Bewässerungssystem.
Der UN-Archäologe Alvaro R. Fernholz Jemio vermutet, dass Iskanwaya zu seiner Blütezeit von 2.500 bis 3.000 Menschen bewohnt war.